# Mellon Collie and the Infinite Sadness
| Críticas profissionais | Críticas profissionais |
| Avaliações da crítica  | Avaliações da crítica  |
| Fonte                  | Avaliação              |
| ---------------------- | ---------------------- |
| Allmusic               | [ 1 ]                  |

Mellon Collie and the Infinite Sadness é o terceiro álbum de estúdio da banda de rock alternativo norte-americana The Smashing Pumpkins, lançado em 24 de outubro de 1995 pela Virgin Records.
Produzido pelo líder da banda, Billy Corgan, e por Alan Moulder e Flood, o álbum de 28 faixas foi lançado como um disco duplo e como um LP triplo. Liderado pelo single "Bullet With Butterfly Wings", o álbum estreou na primeira posição na Billboard, pela primeira vez na história do Smashing Pumpkins. Foram retirados outros quatro singles deste álbum durante 1996, o que culminou com o álbum sendo certificado dez vezes com o disco de platina. Este álbum está na lista dos 200 álbuns definitivos no Rock and Roll Hall of Fame.
Aclamado pela crítica pela sua ambição, Mellon Collie and the Infinite Sadness ganhou sete indicações, tendo ganho uma pela música "Bullet with Butterfly Wings" que a banda recebeu no Grammy de 1997. O álbum foi votado como 29º maior álbum de todos os tempos, em 1998, pelos leitores da Revista Q. Em 2003, o álbum esteve presente na lista da revista Rolling Stone dos 500 melhores álbuns de todos os tempos, na 487ª posição. A Revista Time elegeu Mellon Collie and the Infinite Sadness o melhor álbum de 1995.

## Detalhes
Após 13 meses de turnê do álbum Siamese Dream, Billy Corgan começou a compor músicas para o próximo álbum da banda. Desde o princípio, a banda deu a entender de que o próximo lançamento seria um álbum duplo. Corgan chegou a afirmar que a banda tinha material suficiente para fazer Siamese Dream ser um álbum duplo, mas com este novo álbum ele realmente gostaria de poder criar um escopo no qual iria inserir o material não utilizado com as músicas conforme as fosse compondo. Corgan percebeu que a banda já tinha experiência e capacidade o suficiente para gravar um álbum como se fosse o último. Suas intenções eram fazer um trabalho representativo para uma geração, como outras bandas o fizeram no passado, citando The Wall do Pink Floyd como exemplo.
A banda optou por não trabalhar com Butch Vig novamente, preferindo delegar a produção a pessoas que nunca haviam trabalhado com a banda. Assim, não conheceriam o estilo um do outro, podendo dar ao novo álbum um novo conceito a respeito do som do Smashing Pumpkins. Os primeiros ensaios aconteceram na casa de Billy Corgan, nos últimos meses de 1994. Ao contrário do que acontecera na processo de gravação de Siamese Dream, Corgan deixou de lado o seu egocentrismo, e permitiu que os demais integrantes também criassem músicas para incluí-las no próximo álbum. Após quatro meses trabalhando no processo criativo, a banda decidiu mostrar aos seus fãs o resultado e uma prévia do que poderia ser o novo álbum. Nesses quatro meses, o Smashing Pumpkins atravéssou aquele que talvez tenha sido seu momento de maior inspiração na carreira, criando cerca de 60 músicas. A maioria destas músicas foram executadas em quatro concertos que aconteceram no Double Door Room - uma casa de espetáculos localizada em Chicago, cidade natal da banda - e que tiveram caráter filantrópico, com a receita arrecadada pelos ingressos sendo revertida para instituições de caridade. Nestes shows não foi permitida a entrada da imprensa e mesmo de câmeras filmadoras ou gravadores. Corgan já havia afirmado em entrevistas que este próximo álbum seria o último da banda como todos a conheciam. E que o motivo de ser um álbum duplo, além da quantidade de material, seria parte do sentido das composições. Dois discos, um representando o dia ou a vida e o outro a noite ou a morte.
A receptividade das músicas novas por parte dos fãs foi a melhor possível, o que motivou ainda mais a banda a entrar em studio. Os produtores escolhidos foram Flood e Alan Moulder, que já haviam produzido álbuns de sucesso. Moulder já havia participado da gravação de Siamese Dream como engenheiro de som. O processo de gravação de "Mellon Collie and The Infinite Sadness" teve início no mês de Março de 1995. Inicialmente, Corgan planejava filmar toda a criação do álbum, mas o projeto não durou mais do que alguns vídeos que nunca foram lançados oficialmente. Outra diferença desta vez era a forma de trabalho optada pela banda. Cada integrante gravando metade de sua parte separadamente e cada um em uma sala diferente - enquanto Corgan trabalhava os vocais e arranjos das canções numa sala, James gravava as guitarras principais e vocais adicionais em outra, D'arcy gravava o baixo e vocais adicionais numa terceira e Chamberlin acrescentava o som da bateria numa outra sala. Esta medida serviu para não causar tensões como aconteceram em gravações anteriores. Porém o processo não aconteceu completamente dividido, havendo momentos em que a banda gravou músicas juntos, o que dava impressões diferentes sobre as músicas e auxiliava em reparos a serem feitos - muitos, devido ao perfeccionismo de Corgan - que aconteciam quase sempre ao final do dia de gravação. A banda chegava a ficar 16 horas no estúdio, sendo que Corgan algumas vezes dedicava 18 horas de seu dia ao acabamento das músicas. Algumas canções, como "Thru The Eyes of Ruby", chegaram a ter 56 diferentes cifras de guitarra gravadas. Nessas horas extras é que Corgan decidiu utilizar ferramentas como o Pro-Tools. Estas ferramentas influenciaram bastante algumas canções, como "1979". Tamanho ecletismo adotado pela banda neste álbum, foram utilizados instrumentos mais incomuns no rock do que guitarras, baixo e bateria. Estes instrumentos exóticos incluem de arpa a som de tesouras. O processo de gravação foi finalizado em agosto, totalizando 56 faixas trabalhadas. Destas 56, foram selecionadas inicialmente 32, posteriormente diminuindo para 28. As músicas não inseridas em "Mellon Collie and The Infinite Sadness" seriam lançadas posteriormente numa coletânea de singles e lados b, chamada The Aeroplanes Flies High.

## Faixas
Todas as letras compostas por Billy Corgan, exceto "Take Me Down", composta por James Iha e "Farewell and Goodnight", composta por Billy Corgan e James Iha.
| | |
| CD/cassete Disco 1: Dawn To Dusk "Mellon Collie And The Infinite Sadness" - 2:52 "Tonight, Tonight" - 4:14 "Jellybelly" - 3:01 "Zero" - 2:41 "Here Is No Why" - 3:45 " Bullet with Butterfly Wings " - 4:18 "To Forgive" - 4:17 "Fuck You (An Ode To No One)" - 4:51 "Love" - 4:21 "Cupid De Locke" - 2:50 "Galapogos" - 4:47 "Muzzle" - 3:44 "Porcelina Of The Vast Oceans" - 9:21 "Take Me Down" - 2:52 Disco 2: Twilight To Starlight "Where Boys Fear To Tread" - 4:22 "Bodies" - 4:12 "Thirty-Three" - 4:10 "In The Arms Of Sleep" - 4:12 "1979" (- 4:25 "Tales Of a Scorched Earth" - 3:46 "Thru The Eyes Of Ruby" - 7:38 "Stumbleine" - 2:54 "X.Y.U." - 7:07 "We Only Come Out At Night" - 4:05 "Beautiful" - 4:18 "Lily (My One And Only)" - 3:31 "By Starlight" - 4:48 "Farewell And Goodnight" - 4:22 | Vinil Lado um: Dawn "Mellon Collie and the Infinite Sadness" "Tonight, Tonight" "Thirty-Three" "In the Arms of Sleep" "Take Me Down" Lado dois: Tea Time "Jellybelly" "Bodies" "To Forgive" "Here Is No Why" "Porcelina of the Vast Oceans" Lado três: Dusk "Bullet with Butterfly Wings" "Thru the Eyes of Ruby" "Muzzle" "Galapogos" "Tales of a Scorched Earth" Lado quatro: Twilight "1979" "Beautiful" "Cupid de Locke" "By Starlight" "We Only Come Out at Night" Lado cinco: Midnight "Where Boys Fear to Tread" "Zero" "Fuck You (An Ode to No One)" "Love" "X.Y.U." Lado seis: Starlight "Stumbleine" "Lily (My One and Only)" "Tonite Reprise" "Farewell and Goodnight" "Infinite Sadness" |

## Créditos
- Billy Corgan — vocal principal, vocais auxiliares, guitarra, piano, produção, mixagem, arranjos em "Tonight, Tonight", direção artística e design
- James Iha — guitarra, créditos adicionais por "Take Me Down" e "Farewell and Goodnight": vocais, mixagem e produção adicional
- D'arcy Wretzky — baixo, vocais em "Beautiful" e "Farewell and Goodnight"
- Jimmy Chamberlin — bateria, vocais em "Farewell e Goodnight"
- Flood — produção, mixagem
- Alan Moulder — produção, mixagem
- Chicago Symphony Orchestra — orquestra em "Tonight, Tonight"
- Audrey Riley — arranjos adicionais em "Tonight, Tonight"
- Greg Leisz — pedaleira e arpa em "Take Me Down"
- Chris Shepard — gravação
- Claudine Pontier — assistente de gravação
- Dave Kresl — assistente de arranjos de gravação
- Barry "Sounds Like Gold" Goldberg — gravação de vocais adicionais, assistente de mixagem
- Howie Weinberg — masterização
- Frank Olinsky — direção artística e design
- John Craig — ilustrações
- Andrea Giacobbe — fotografia
- Jeff Moleski — assistência técnica
- Russ Spice — assistência técnica
- Tim "Gooch" Lougee — assistência técnica
- Adam Green — assistência técnica
- Roger Carpenter — assistência técnica
- Guitar Dave Mannet — assistência técnica